# Dichaetomyia bilimbata
Dichaetomyia bilimbata är en tvåvingeart som först beskrevs av Jacques-Marie-Frangile Bigot 1885.  Dichaetomyia bilimbata ingår i släktet Dichaetomyia och familjen husflugor. Inga underarter finns listade i Catalogue of Life.